# Gabrielle Vallot
Pour les articles homonymes, voir Vallot.
Gabrielle Vallot (née Claire-Marie-Gabrielle Pérou à Paris le 18 novembre 1856 et morte le 21 février 1933 à Paris,) est une spéléologue française, épouse du scientifique et alpiniste Joseph Vallot et ayant gravi avec lui le mont Blanc.

## Biographie

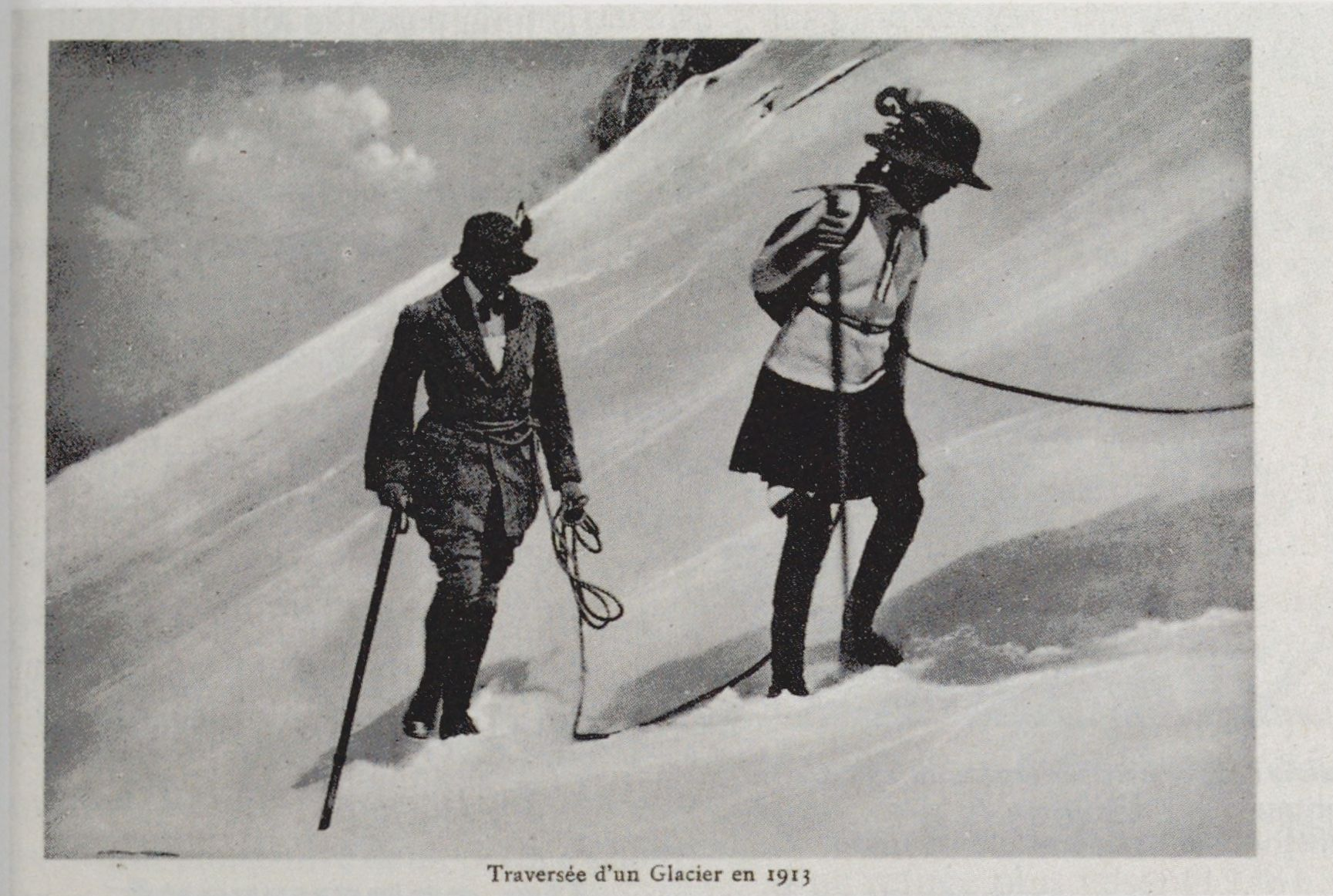
Traversée d'un glacier par Gabrielle et Madeleine Vallot en 1913.

Claire-Marie-Gabrielle Pérou est née le 18 novembre 1856 dans l'ancien 2e arrondissement de Paris.
Elle serait une des premières femmes à avoir publié des écrits de spéléologie, à la suite des excursions dans sa région, près de Lodève. Son mari, le spéléologue Joseph Vallot l'a aidée pour la réalisation des plans et topographies. Le couple aura une fille, Madeleine Vallot, alpiniste de renom qui detint à son époque plusieurs records.
Joseph Vallot et Gabrielle Pérou se marient le 14 avril 1879 .
Ils divorcent le 3 août 1912.
Elle meurt en son domicile situé au 22 rue de Chazelles dans le 17e arrondissement de Paris le 21 février 1933.